# Qualificazioni ai Giochi della XVII Olimpiade (CAF)
Di seguito sono elencati gli incontri con relativo risultato della zona africana (CAF) per le qualificazioni a Roma 1960.

## Formula
Vennero previsti due turni di qualificazione.
Nel primo turno, le 9 squadre partecipanti vennero divise in tre gironi all'italiana da tre squadre ciascuno. La vincente di ogni gruppo si sarebbe qualificata al secondo turno, composto da un girone all'italiana da tre squadre. Le prime due classificate si sarebbero qualificate alle Olimpiadi.

## Risultati

### Primo turno eliminatorio

#### Gruppo 1
| Squadra | P.ti | G | V | N | P | GF | GS | DR |
| ------- | ---- | - | - | - | - | -- | -- | -- |
| Tunisia | 5    | 4 | 2 | 1 | 1 | 5  | 3  | +2 |
| Marocco | 5    | 4 | 2 | 1 | 1 | 7  | 6  | +1 |
| Malta   | 2    | 4 | 0 | 2 | 2 | 3  | 6  | -3 |

|  | Malta | 0 – 0 | Tunisia |  |

|  | Malta | 2 – 2 | Marocco |  |

|  | Tunisia | 2 – 0 | Marocco |  |

|  | Tunisia | 2 – 0 | Malta |  |

|  | Marocco | 2 – 1 | Malta |  |

|  | Marocco | 3 – 1 | Tunisia |  |

#### Gruppo 2
| Squadra          | P.ti | G | V | N | P | GF | GS | DR |
| ---------------- | ---- | - | - | - | - | -- | -- | -- |
| Rep. Araba Unita | 6    | 4 | 3 | 0 | 1 | 11 | 5  | +6 |
| Ghana            | 4    | 4 | 2 | 0 | 2 | 8  | 6  | +2 |
| Nigeria          | 2    | 4 | 1 | 0 | 3 | 6  | 14 | -8 |

|  | Nigeria | 3 – 1 | Ghana |  |

|  | Ghana | 4 – 1 | Nigeria |  |

|  | Rep. Araba Unita | 2 – 1 | Ghana |  |

|  | Ghana | 2 – 0 | Rep. Araba Unita |  |

|  | Nigeria | 2 – 6 | Rep. Araba Unita |  |

|  | Rep. Araba Unita | 3 – 0 | Nigeria |  |

#### Gruppo 3
| Squadra | P.ti | G | V | N | P | GF | GS | DR |
| ------- | ---- | - | - | - | - | -- | -- | -- |
| Sudan   | 7    | 4 | 3 | 1 | 0 | 6  | 2  | +4 |
| Etiopia | 4    | 4 | 1 | 2 | 1 | 5  | 6  | -1 |
| Uganda  | 1    | 4 | 0 | 1 | 3 | 2  | 5  | -3 |

|  | Uganda | 1 – 2 | Etiopia |  |

|  | Sudan | 3 – 1 | Etiopia |  |

|  | Sudan | 1 – 0 | Uganda |  |

|  | Etiopia | 1 – 1 | Uganda |  |

|  | Etiopia | 1 – 1 | Sudan |  |

|  | Uganda | 0 – 1 | Sudan |  |

### Secondo turno eliminatorio
| Squadra          | P.ti | G | V | N | P | GF | GS | DR |
| ---------------- | ---- | - | - | - | - | -- | -- | -- |
| Rep. Araba Unita | 7    | 4 | 3 | 1 | 0 | 7  | 1  | +6 |
| Tunisia          | 3    | 4 | 1 | 1 | 2 | 3  | 4  | -1 |
| Sudan            | 2    | 4 | 1 | 0 | 3 | 1  | 6  | -5 |

|  | Sudan | 1 – 0 | Tunisia |  |

|  | Rep. Araba Unita | 3 – 1 | Tunisia |  |

|  | Sudan | 0 – 1 | Rep. Araba Unita |  |

|  | Tunisia | 0 – 0 | Rep. Araba Unita |  |

|  | Tunisia | 2 – 0 | Sudan |  |

|  | Rep. Araba Unita | 3 – 0 | Sudan |  |